# Metalacurbs simoni
Metalacurbs simoni is een hooiwagen uit de familie Biantidae.